# Klaus Mangold

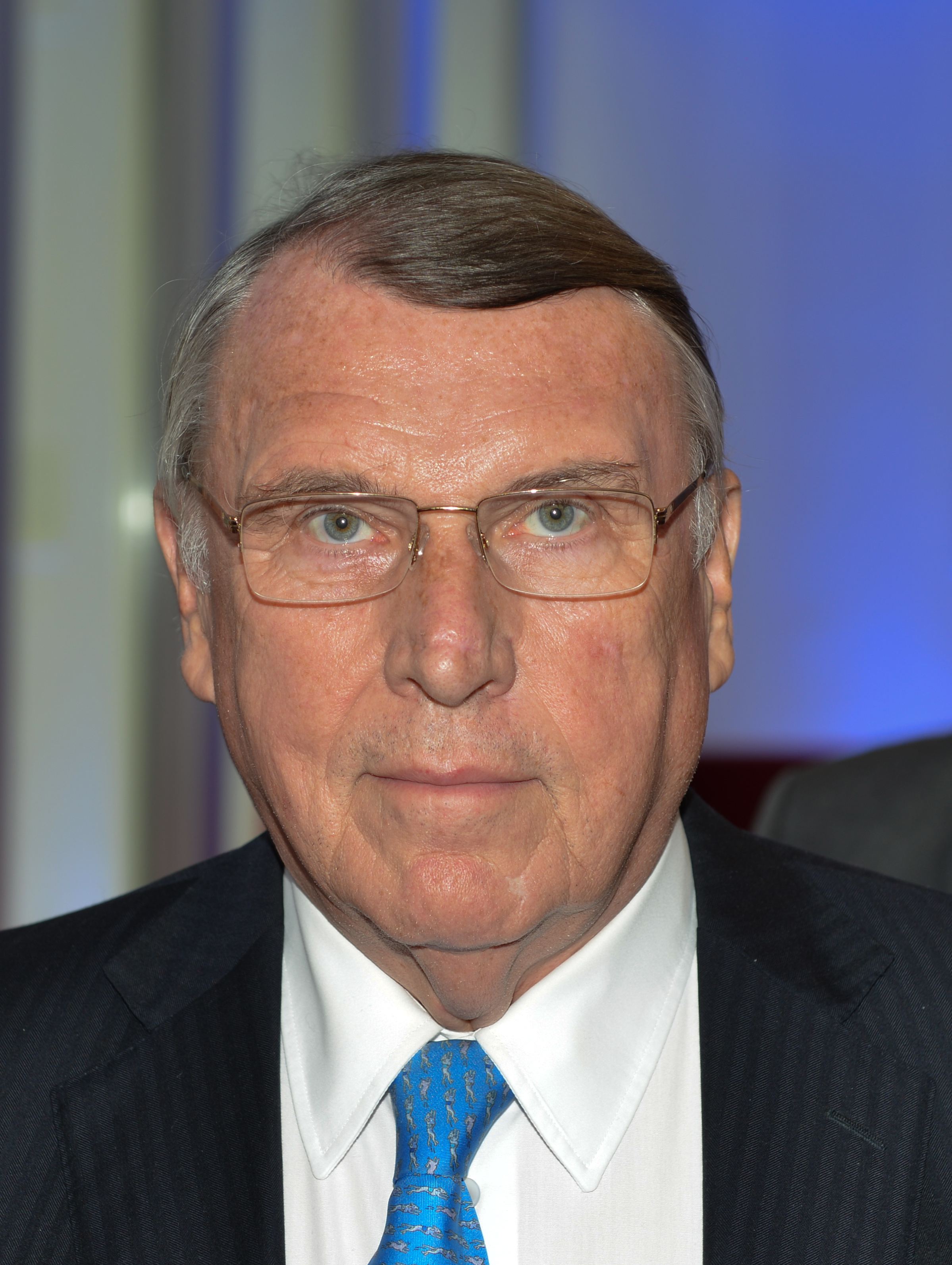
Klaus Mangold 2014

Klaus Jürgen Mangold (* 6. Juni 1943 in Pforzheim) ist ein deutscher Manager.

## Leben
Mangold studierte Jura und Volkswirtschaftslehre in Genf, London, Heidelberg und München. Während seines Studiums wurde er Mitglied des Corps Suevo-Guestphalia München im WSC. Nach seiner Promotion in Jura 1973 war er in verschiedenen Wirtschaftsverbänden und Unternehmen tätig, unter anderem bei der deutsch-mexikanischen Handelskammer, bei Thyssen und beim Gesamtverband der deutschen Textil- und Modeindustrie. 1985 wurde er Vorstandsvorsitzender der Rhodia AG, einer Firma des französischen Chemiekonzerns Rhône-Poulenc, und 1991 Vorstandsvorsitzender der Quelle Schickedanz AG & Co.
1995 wurde er Mitglied des Vorstandes der damaligen Daimler-Benz AG und Vorstandsvorsitzender der Tochterfirma Debis.
Mangold engagierte sich schon früh für die Einführung eines LKW-Mautsystems in Deutschland, das auch Telematik-Funktionen beinhalten würde – ein wichtiges Geschäftsfeld der debis. Bei der Gründung des Maut-Konsortiums Toll Collect 2002 wurde er dessen Aufsichtsratschef. Nachdem die technischen Probleme und Verzögerungen beim Aufbau des Mautsystems größer und größer geworden waren, geriet Mangold gemeinsam mit Michael Rummel, dem Geschäftsführer von Toll Collect, durch die öffentliche Kritik immer stärker unter Druck. Im Dezember 2003 wurde Klaus Mangold als Aufsichtsratschef von Toll Collect durch Peter Mihatsch abgelöst. Im gleichen Jahr liefen (mit Erreichen des 60. Lebensjahres) seine Verträge als Mitglied des Vorstands von DaimlerChrysler und als Vorstandsvorsitzender der DaimlerChrysler Services AG aus. Er schied aus dem Konzern aus, wurde jedoch Berater in Sachen Osteuropa für den Vorstandsvorsitzenden Jürgen E. Schrempp. Mangolds Nachfolger als Vorstandsvorsitzender der DaimlerChrysler Services wurde Bodo Uebber.
Neben der Schenkenberger Kapelle «Maria Opferung» bei Emmingen-Liptingen im Landkreis Tuttlingen befindet sich der Landgasthof Schenkenberger Hof, den Klaus Mangold 2013 erwarb und ausbaute. Mangold hat in der Gegend eine Jagdhütte und seine Forstfirma besitzt einen Teil des umliegenden Walds, weshalb der Gasthof auch als Stützpunkt für die Forstarbeiter genutzt wird.
2003 gründete er die Mangold Consulting GmbH, die u. a. die Forschungsstelle Osteuropa an der Universität Bremen bis 2017 unterstützte.
Von 2011 bis 2019 war Mangold Vorsitzender des Aufsichtsrates von TUI.

## Kontroverse und russische Verflechtungen
Klaus Mangold hat enge Beziehungen zu Russland. Im Jahr 2009 vermittelte er im Auftrag des damaligen Energieversorgers Teldafax Kontakte zu russischen Investoren. Er war am Geschäftsabschluss Rosatoms für den Bau des 2. Blocks vom Kernkraftwerk Paks beteiligt und gilt als der geheimnisvolle Deutsche hinter Viktor Orbáns russischen Geschäften. Als Vorsitzender des Ost-Ausschusses habe er alles dafür getan, dass Kanzler Schröder einen russlandfreundlichen Kurs eingeschlägt, so die Autoren des Buches Die Moskau-Connection. Er lobte den Modernisierungswillen Putins und die große Bedeutung Russlands für die Energiewirtschaft. Im April 2014, nach der Annexion der Krim, nahm Mangold an einer privaten Feier zu Schröders 70. Geburtstag teil. Dort in St. Petersburg anwesend waren auch Vladimir Putin und Rosneft-Chef Igor Setschin.
EU-Kommissar Günther Oettinger (CDU) musste sich 2016 erklären, weil er den Privatjet von Klaus Mangold für eine Reise zu einem Treffen mit Viktor Orbán in Budapest nutzte. Mangold lud den EU-Kommissar dazu ein. Oettinger sagte, die ungarische Regierung habe vorgeschlagen, dass er zu dem Treffen mit Mangold fliege, weil es für die Reise kein Budget gegeben habe.
Im November 2017 wurde aus der Veröffentlichung der Panama Papers bekannt, dass Mangold eng wirtschaftlich verflochten mit dem russischen Oligarchen Boris Abramowitsch Beresowski war. Mangold erhielt in den Jahren 2003 und 2010 Geld von einer Firma auf der Isle of Man, die laut tagesschau.de Beresowski gehörte. Die Firma erwarb einen Privatjet und verkaufte diesen einige Jahre später wieder. Die Flugzeuggeschäfte über die Isle of Man wurden im Zuge der „Paradise Papers“ genauer betrachtet. Mit einem Geschäftskniff wurde vielfach die Einfuhrumsatzsteuer in der EU umgangen. Die Daten geben jedoch keine Auskunft darüber, ob das bei Beresowskis Firma der Fall war. Ihm sei „nicht erinnerlich“, Begünstigter der Firma gewesen zu sein, erklärte Mangold.
Von 2005 bis 2022 war Mangold Honorarkonsul der Russischen Föderation in Baden-Württemberg. Dieses Amt legt er nach dem Angriff Russlands auf die Ukraine nieder. Die kriegerische Auseinandersetzung in der Ukraine mache ihm die Fortführung seines Amtes unmöglich.

## Sonstige Ämter, Ehrungen und Auszeichnungen
Von 2000 bis 2010 war Mangold Vorsitzender des Ostausschusses der Deutschen Wirtschaft, einer Organisation, die Exporte deutscher Firmen in osteuropäische Länder fördern soll. Außerdem ist er Mitglied im Lenkungsausschuss des deutsch-russischen Petersburger Dialogs.
Von 2004 bis Ende 2018 war Mangold 15 Jahre lang Vorsitzender im Aufsichtsrat der deutschen Niederlassung der Bankholding Rothschild & Co in Frankfurt am Main.
Im Jahre 2000 erhielt er das Große Silberne Ehrenzeichen mit dem Stern für Verdienste um die Republik Österreich. Im Februar 2004 erhielt er vom französischen Staat den Orden eines Kommandeurs der Ehrenlegion. Am 8. Mai 2004 wurde ihm von Ministerpräsident Erwin Teufel die Verdienstmedaille des Landes Baden-Württemberg verliehen. 2007 erhielt er das Bundesverdienstkreuz I. Klasse. 2012 wurde Mangold vom Förderkreis des Jüdischen Museums Berlin mit dem Preis für Verständigung und Toleranz ausgezeichnet.